# Tri Brata
Tri Brata (Russisch: Три Брата; "Drie Broers") is de benaming voor drie uit de zee oprijzende rotsen (kekoeri) aan de ingang van de Avatsjabaai van het Russische schiereiland Kamtsjatka. De rotsen vormen het symbool voor de baai en zijn een natuurmonument.
Volgens een lokale legende waren het ooit drie broers die de baai behoedden voor een grote golf vanuit de zee (Kamtsjatka ligt in een gebied waar tsunami's voorkomen) en na het afweren van de golf versteenden, waarna ze de baai beschermden tegen gevaren.